# Tuberillo celebensis
Tuberillo celebensis là một loài chân đều trong họ Armadillidae. Loài này được Taiti, Ferrara & Kwon miêu tả khoa học năm 1992.